# Mathurin Cordier
Mathurin Cordier (La Perrière, 1479 circa – Ginevra, 8 settembre 1564) è stato un teologo e umanista francese.

## Biografia
Prete a Rouen, dal 1514 fu insegnante di grammatica nell'Università di Parigi, avendo per allievo anche Calvino. Convertito da Robert Estienne all'evangelismo, nel 1534 la repressione cattolica lo costrinse a fuggire prima a Nevers e poi a Bordeaux. Nel 1536 accolse l'invito di Calvino che lo volle insegnante a Ginevra; dal 1539 al 1559 insegnò a Losanna - dove pubblicò nel 1557 i Cantiques spirituels - e di qui nuovamente a Ginevra dove, pochi mesi prima della morte pubblicò i Colloquiorum scholasticorum libri quatuor ad pueros in sermone latine paulatim exercendos, un manuale con il quale univa l'insegnamento del latino con precetti di morale.